# Яктерлюбал
Яктерлюба́л (рос. Яктерлюбал, марій. Яктерлӱвал) — присілок у складі Звениговського району Марій Ел, Росія. Входить до складу Шелангерського сільського поселення.

## Населення
Населення — 24 особи (2010; 27 у 2002).
Національний склад (станом на 2002 рік):
- марі — 100 %